# Bosanski kinološki savez
Bosanski kinološki savez, središnje kinološko društvo u BiH.

## Povijest
Bosanski kinološki savez, najstarija kinološka organizacija u Bosni i Hercegovini, osnovana je 8. listopada 1993. godine, pod prvobitnim nazivom Kinološko društvo Bosne i Hercegovine, registrirano rješenjem Višeg suda u Sarajevu. Pod tim nazivom su radili do 13. veljače 1997. godine i zbog usklađivanja rada sa zakonskim aktima, mijenjaju naziv u Kinološki savez Bosne i Hercegovine.
Tijekom razgovora s Kinološkim savezom Herceg-Bosne i Kinološkim savezom Republike Srpske, koji su se u međuvremenu registrirali, o formiranju krovne kinološke organizacije, odriču se svog imena Kinološki savez Bosne i Hercegovine, jer je to bio ultimativan zahtjev tih saveza, i 9. svibnja 2000. godine, po rješenju Federalnog ministrastva pravde, svoj daljnji rad nastavljaju pod imenom Bosanski kinološki savez.